# Politiki kouzina
Politiki kouzina (en Argentina, La sal de la vida; en España,  Un toque de canela) es una película de comedia dramática griega del 2003 dirigida por Tassos Boulmetis y con Georges Corraface interpretando a Fanis Iakovides en la edad adulta.
Fanis Iakovides como niño es interpretado por Markos Osse, y el papel de abuelo de Fanis, Vassilis, corrió a cargo de Tassos Bandis.

## Título
El título original en griego es Πολίτικη Κουζίνα (Polítiki Kouzína), que significa Cocina de la ciudad y se refiere a la gastronomía de Constantinopla (Estambul) o Κουζίνα της Πόλης. Sin embargo, en el material promocional de la película , la palabra ΠΟΛΙΤΙΚΗ del título aparece en mayúsculas, lo que permite una segunda lectura del título, como Πολιτική Κουζίνα (Politikí Kouzina), que significa Cocina política y resalta el relevante papel que desempeñó la política en la vida de los personajes principales.

## Argumento
Fanis Iakovides, profesor de astronomía y astrofísica, recuerda su infancia en Estambul. Cuando tenía siete años, su abuelo Vassilis tenía una tienda cuyo principal producto eran las especias. También era una especie de filósofo culinario y su mentor. Fanis creció muy apegado a su abuelo, quien le ayudaba en sus tareas usando su imaginación. Por ejemplo, Vassilis le enseñó a su nieto los planetas del sistema solar mostrándole una ilustración y reemplazando los planetas con especias. La canela representaba a Venus, ya que, según Vassilis, "como todas las mujeres, la canela es dulce y amarga". Fanis también conoció el amor en el piso superior de la tienda de su abuelo, al lado de una joven turca, Saime.
Sin embargo, con los disturbios de Estambul (1955), desde ese año y hasta 1978 la comunidad griega de Estambul se redujo de 135 000 hasta 70000, debido a una serie de redadas, pogromos y deportaciones orquestados por el gobierno. La mayor parte de la familia de Fanis fue deportada en 1964 con la decisión del gobierno de Ankara, por no cumplir con la Convención Greco-Turca de Ankara de 1930, negando el derecho de los griegos "establecidos" en Turquía (nacidos y residentes en Estambul), que "habían adquirido la ciudadanía griega", a vivir y trabajar allí, por lo que la mayor parte de los ciudadanos griegos que vivían en Estambul fueron deportados a Grecia, a pesar de que la mayoría de ellos nunca antes habían vivido allí. Dado que Vassilis no quiso nacionalidad griega, le fue posible quedarse en Estambul, mientras que su nieto Fanis y los demás fueron deportados a Atenas.
Al principio Fanis tuvo dificultades para adaptarse a Grecia y trató de pasar casi todo el tiempo cocinando. La cocina era el único vínculo con su tierra natal. Sin embargo, esto preocupó mucho a su madre, quien temía que estuviera deprimido. Fanis se hizo adulto, preservó su habilidad para cocinar y reveló sus secretos culinarios a quienes le pedían ayuda.
Pasaron los años y la tensión entre Turquía y Grecia se resolvió. El abuelo, Vassilis, prometió varias veces visitar a su nieto en Atenas, pero no pudo hacerlo debido a problemas de salud. Fanis tuvo que regresar, tres décadas después, a visitar a su abuelo, ya muy enfermo, y encontró también a su amor de juventud, Saime, quien ya estaba casada. Juntos reflexionan sobre sus vidas y sobre la forma en que la política hizo que todo cambiara.
Con el tiempo, Fanis entenderá que, en contra de lo que le había aconsejado su abuelo, olvidó poner un toque de canela en su propia vida.
Los personajes principales resultan ser una metáfora paralela a otros elementos: Saime, el amor de juventud de Fanis, es guía turística y representa a Estambul (ciudad cosmopolita); la Grecia moderna de Fanis aún está enamorada de Estambul, y el esposo de Saime, un médico militar turco, es Turquía en la actualidad.

## Reparto
- George Corraface (Fanis Iakovides)
- Ieroklis Michailidis (Savvas Iakovides)
- Tamer Karadağlı (Mustafa)
- Renia Louizidou (Soultana Iakovidou)
- Başak Köklükaya (Saime)
- Tassos Bandis (Vassilis)
- Stelios Mainas (Tío Aimilios)
- Markos Osse (Fanis niño)
- Thodoros Exarchos (Doctor)